# Алессія Руссо (гімнастка)
Алессія Руссо (італ. Alessia Russo; нар. 24 вересня 1996, Фільїне-Вальдарно, Італія) — італійська гімнастка, що виступає в груповій першості. Чемпіонка та багаторазова призерка чемпіонату Європи.

## Спортивна кар'єра
У 2006 році мама відвела в секцію спортивної гімнастики в Монтеваркі, де її побачила тренер з художньої гімнастики та забрала до себе в групу.

## Результати на турнірах
Особисті змагання
| Рік  | Змагання         | Команда | АП |    |    |  |    |
| ---- | ---------------- | ------- | -- | -- | -- |  | -- |
| 2013 | Чемпіонат світу  | 22      |    |    |    |  |    |
| 2014 | Чемпіонат світу  | 9       |    |    |    |  |    |
| 2015 | Чемпіонат Європи | 9       |    |    |    |  |    |
| 2015 | Чемпіонат світу  | 14      |    |    |    |  |    |
| 2016 | Чемпіонат Європи |         | 18 |    |    |  |    |
| 2017 | Чемпіонат Європи |         |    | 14 |    |  |    |
| 2018 | Чемпіонат світу  | 3       |    | 31 | 45 |  |    |
| 2019 | Універсіада      | 5       | 6  | 5  |    |  | 2  |
| 2019 | Чемпіонат світу  | 4       |    |    |    |  | 31 |

Групові вправи
| Рік  | Змагання         | Команда | ГП | 5 | 3 + 2 |
| ---- | ---------------- | ------- | -- | - | ----- |
| 2022 | Чемпіонат Європи | 2       | 2  | 1 | 1     |
| 2022 | Чемпіонат світу  | 1       | 4  | 1 | 2     |
| 2023 | Чемпіонат світу  | 3       | 4  | 3 |       |
| 2024 | Чемпіонат Європи | 2       | 2  | 1 | 7     |